# 오병조
오병조(1981년 1월 30일 ~ )는 대한민국의 성우다. 2007년 EBS 21기 공채 성우로 데뷔하였다.

## 주요 출연작

### 애니메이션
- 굳세어라 금동아!(재능TV) - 개구리
- 깨미랑 부카채카(EBS) - 채카
- 꼬마돼지 위블리(EBS)
- 꼬마버스 타요(EBS) - 으랏차 / 챔프
- 꼬마산타 니콜라스(EBS)
- 돌려라! 시간 나침반(EBS) - 피포
- 두다다쿵(EBS) - 트리토, 펠리
- 딩동댕 유치원(EBS) - 뚝딱이 삼촌, 낙서, 딩가딩가
- 로보카 폴리(EBS) - 팀
- 로켓보이(EBS) - 로봇 2호
- 리틀 프린세스(EBS) - 멍이
- 마스크 마스터즈(KBS)
- 명탐정 코난(애니맥스) - 정수현
- 반짝반짝 발명클럽(EBS)
- 버블버블 마린(KBS) - 토토
- 숲 속 대장 룰루(EBS) - 프레디
- 슈팅 바쿠간 BG(투니버스) - 제이크, 기르, 루베노이드
- 슈퍼와이(EBS)
- 알쏭달쏭 호기심 마을(EBS) - 코지
- 시계마을 티키톡(EBS) - 투덜루
- 시끌벅적 하우이와 벌거숭이들(애니맥스) - 버트
- 어떤 마술의 금서목록(애니맥스) - 츠치미카도 모토하루
- 우당탕 마을(EBS) - 사이먼
- 우리는 긴급구조대(EBS) - 테드
- 정글 북(EBS)
- 중2병이라도 사랑이 하고 싶어(애니맥스) - 잇시키
- 칙칙폭폭 처깅턴(EBS) - 프로스트, 어빙, 제트
- 캐니멀(EBS)
- 테니스의 왕자(투니버스) - 미나미
- 트리푸톰(EBS) - 지그
- 팅가팅가 이야기(EBS) - 앵무새
- 피터 래빗(EBS)
- 하하볼의 상상놀이터(EBS) - 와우
- 한국사 시간여행(EBS)- 정지 / 요시라
- 히어로 팩토리 - 로카

### 애니메이션 영화
- 더 자이언트(MOVIE)
- 슈퍼배드2(MOVIE)

### 영화 / 외화
- 마법사, 롬바르도(EBS)
- 조니, 카파할라(EBS) - 남사장
- 공룡캠프의 비밀(EBS) - 이노
- 레슬링 소년 제이스(EBS)
- 마법의 동전(EBS)
- 마디타와 리사벳(EBS)
- 원시소년 바타의 모험(EBS)
- 데이비드를 찾아서(EBS)
- 꿈의 질주(EBS)
- 늑대소녀 살라(EBS) - 닐스
- 사자왕 형제의 모험(EBS)
- 말괄량이 삐삐(EBS)
- 슈퍼닌자(니켈로디언) - 마틴/야마토
- 판관 포청천 2012(채널A)
- 시끌벅적 마을의 아이들 - 여름 그리고 가을(EBS)
- 시끌벅적 마을의 아이들 - 겨울 그리고 봄(EBS)
- 삼국지 극장판(CHING) - 왕윤의 집사
- 꼬마돼지 베이브(EBS) - 호겟의 사위(폴 고다드)
- 카차의 모험(EBS) - 트럭 기사 (스테판 우르겐스)

### 라디오 드라마
- 고전극장(EBS)
- EBS 자녀교육이야기(EBS)
- 책으로 만나는 세상(EBS) - 오디오북

### 내레이션
- 장학퀴즈 (EBS)
- 금요토론 (EBS)
- 현장교육 (EBS)
- 자연의 세계 (EBS)
- 바라는 나! 이루는 나! (EBS)
- 생방송 톡!톡! 보니하니 - 1대 서장, 나레이터 (EBS)
- 요리요리 쿡쿡 (EBS)
- 엔젤을 찾아라(EBS)

### 게임
- 구운몽~어느 소녀의 사랑이야기~ - 소하
- 디아블로3
- 이카루스

### 광고
- Nikon 카메라 - Realty is Black
- 금호아시아나 - 녹색의 미래
- 아시아나항공(Radio)